# Rhein (Schiff, 1906)
Das schweizerische Dampfschiff Rhein war ein Schaufelraddampfer auf dem Bodensee mit Heimathafen Romanshorn. Es wurde 1906 in Dienst gestellt und 1966 ausgemustert.

## Geschichte

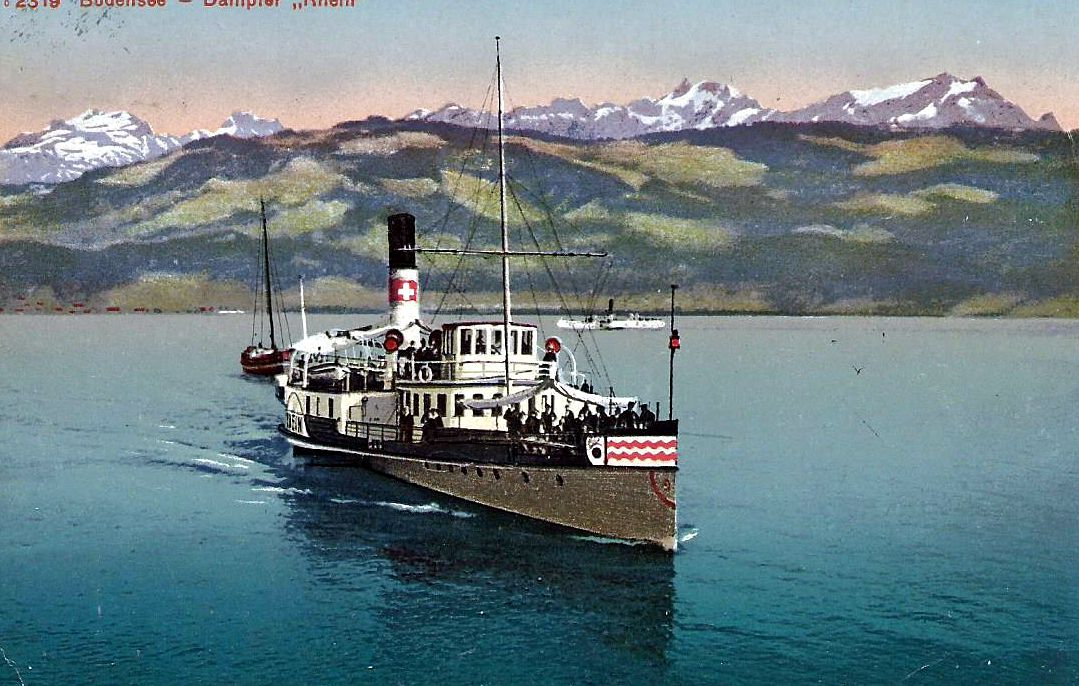
Die Rhein auf einem Oberseekurs mit angehängtem Güterschleppboot, etwa 1910

Der Schaufelraddampfer Rhein wurde 1906 – und damit ein Jahr nach seinem Schwesterschiff St. Gallen – von den Schweizerischen Bundesbahnen (SBB) in Dienst gestellt. Er ersetzte den Glattdeckdampfer Bodan. Die beiden Schiffe der SBB übertrafen bei ihrer Indienststellung die Erwartungen und galten als sehr tauglich. Sie wurden auf allen schweizerischen Kursen eingesetzt und zogen auch Trajektkähne.
Am 12. Januar 1908 stiess die Rhein in Rorschach mit der König Wilhelm zusammen, wobei die Küche im Backbord-Radkasten beschädigt wurde.
Während des Ersten Weltkriegs ging der Personenverkehr stark zurück, insbesondere auf den Verbindungen zwischen dem schweizerischen und dem deutschen Ufer.
1930 wurde die Rhein, ähnlich den deutschen Schiffen, umgebaut und erhielt auf dem Vorschiff einen Salon, einen Oberdecksaufbau und ein neues Steuerhaus mit grösserer Brücke. Am 12. August 1932 strandete die Rhein bei Konstanz. Die rund 500 Fahrgäste mussten auf die Stadt Konstanz umsteigen und das havarierte Schiff wurde am nächsten Tag abgeschleppt.
Während des Zweiten Weltkrieges wurde das Schiff nur im spärlich betriebenen Schweizer Uferverkehr eingesetzt; erst ab 1946 konnte es wieder Sonderfahrten zum deutschen Ufer unternehmen. Im Winter 1952/53 wurden der Antrieb von Kohlen- auf Ölfeuerung umgestellt, womit die Besatzung um eine Person verringert werden konnte. Am 26. Oktober 1964 kam es zu einem Zusammenstoss der Rhein mit dem Motortrajekt III.
Die Rhein war 1966 das letzte Dampfschiff auf dem Obersee und wurde nur noch für Sonderfahrten eingesetzt. Sie wurde am 3. Oktober 1966 aus dem Betrieb genommen und vom 28. Oktober bis zum 17. Dezember 1966 in Romanshorn abgebrochen. Ersetzt wurde sie durch die neue St. Gallen. Die Schiffsmasten wurden von den Seeclubs in Arbon und Rorschach übernommen.

## Namensgebung
Die Rhein erhielt ihren Namen vom gleichnamigen Fluss, der als Alpenrhein in den Bodensee mündet, als Seerhein den Obersee mit dem Obersee verbindet und dann als Hochrhein den Untersee entwässert.

## Bilder

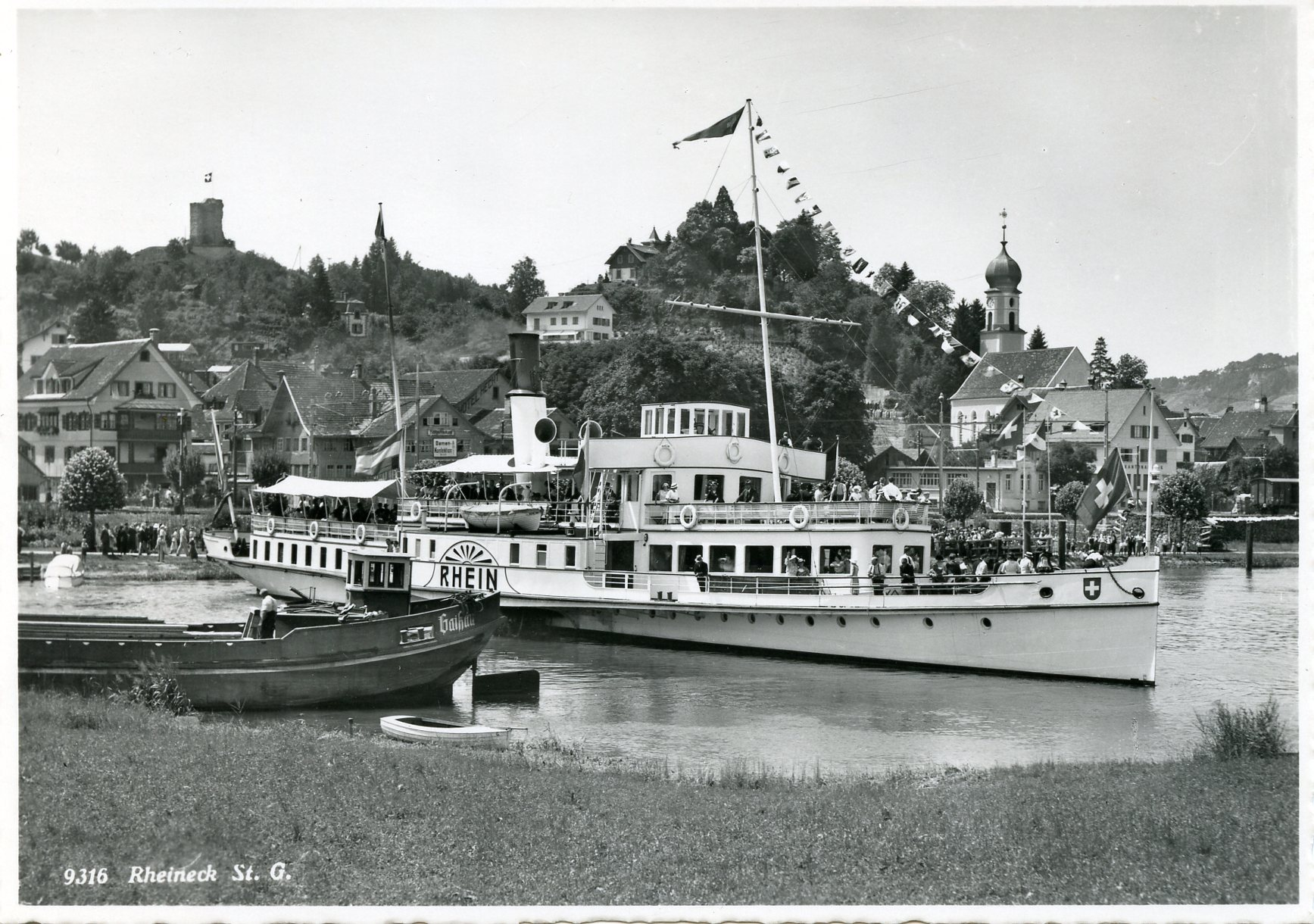
Die Rhein Mitte der 1930er Jahre auf dem Alten Rhein vor Rheineck
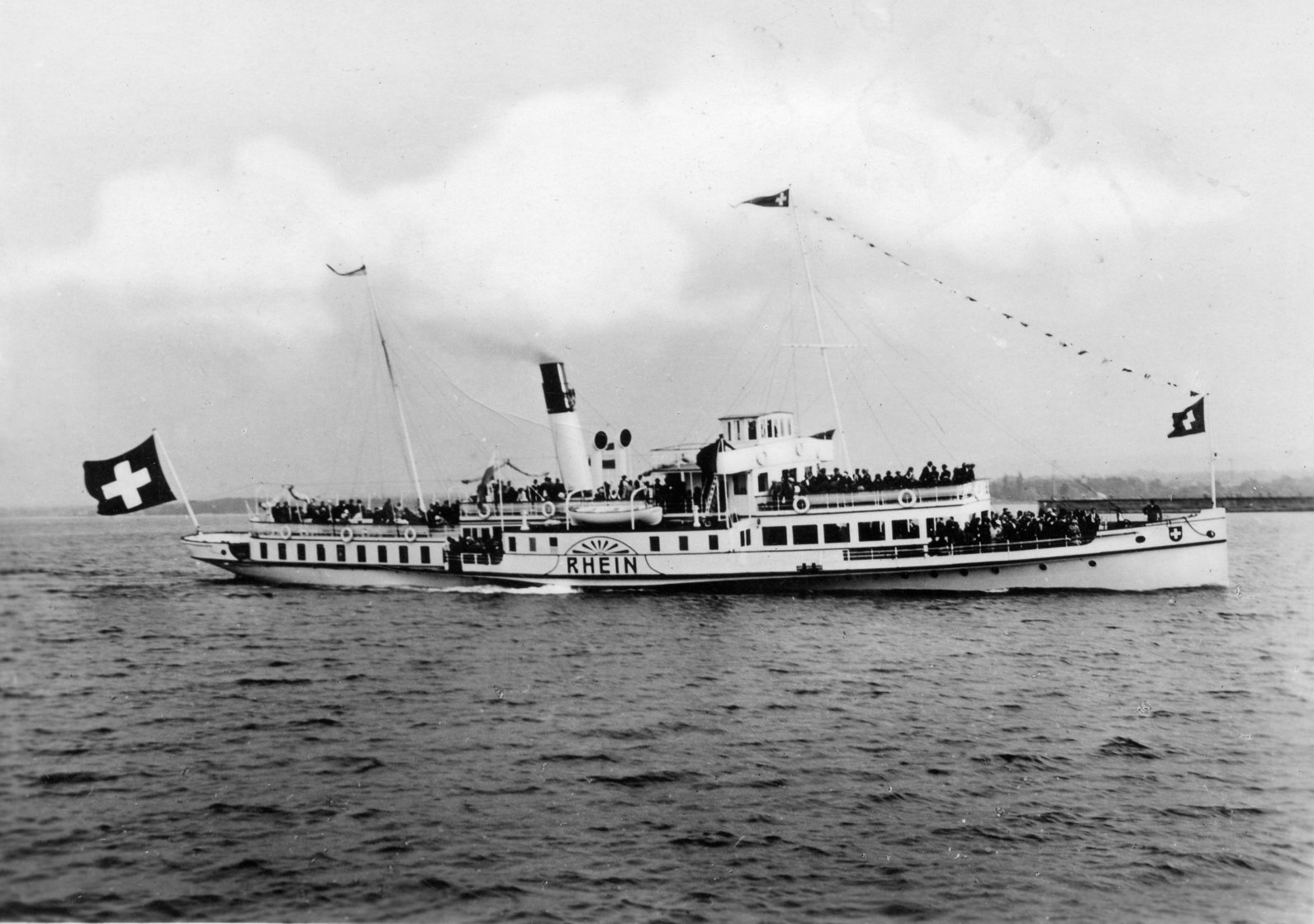
Der Schaufelraddampfer Mitte der 1930er Jahre vor Romanshorn
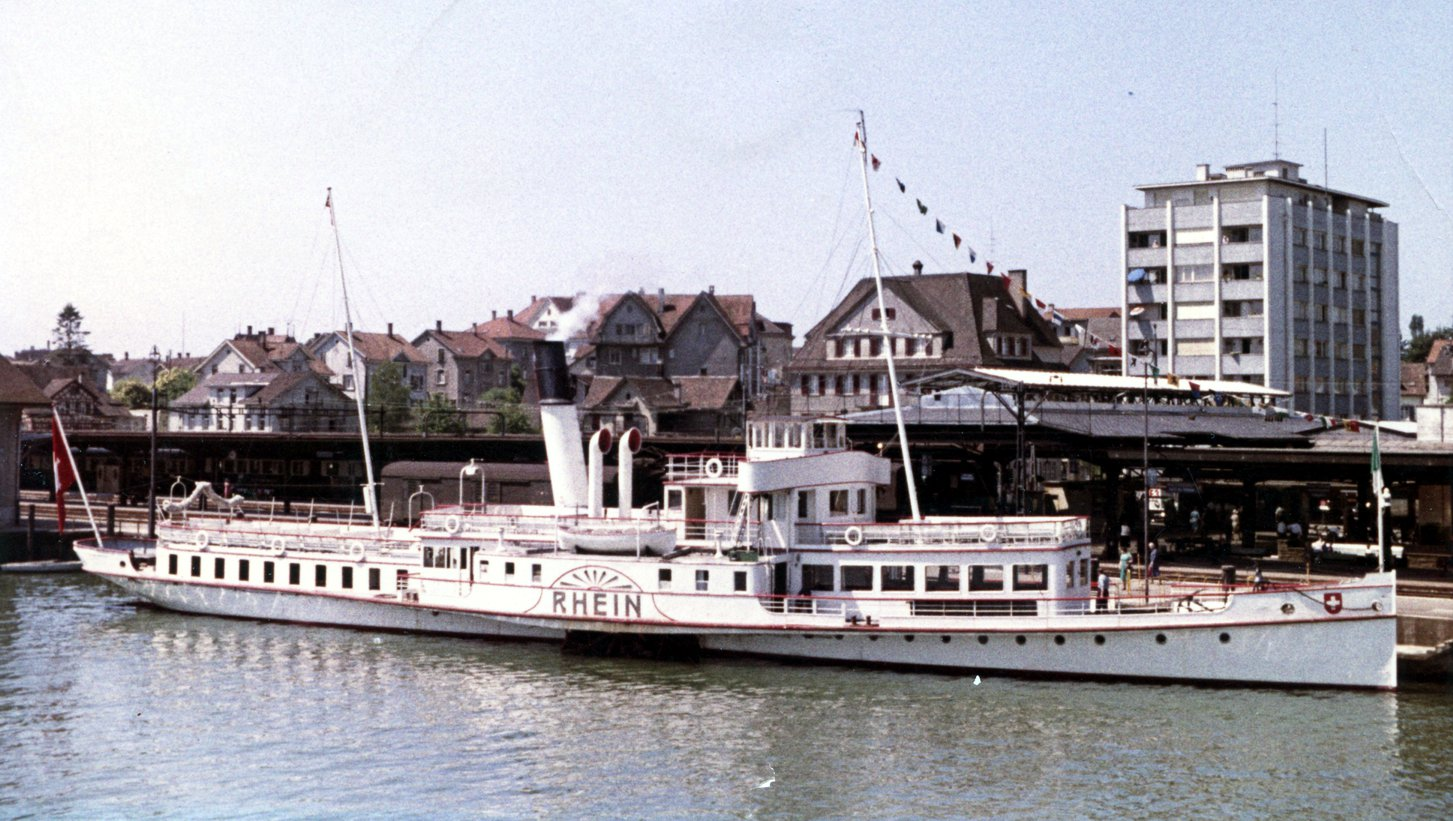
Das Schiff in den letzten Betriebsjahren in Romanshorn